# DocumentaLy
『DocumentaLy』（ドキュメンタリー）は、日本のロックバンド・サカナクションの5作目のオリジナルアルバム。2011年9月28日にビクターエンタテインメントより発売された。

## 概要
- 前作『kikUUiki』より、約1年半ぶりとなるオリジナルアルバム。
- 初回盤Aには、楽曲「エンドレス」「ドキュメント」の制作を追った「DocumentaLy Documentary」が付属されている。
- 初回盤A・Bには、ボーナストラックとして「ホーリーダンス Like a live Mix」が収録されている。
- 9月24日には「MUSICA&サカナクションpresents サカナクション 5thアルバム先行爆音試聴パーティー」と題した試聴会が、東京・LIQUIDROOM ebisuにて開催され、Ustreamでも生中継された。司会は鹿野淳、試聴会のビデオジョッキーは、映像クリエイターの島田大介が担当した。
- 本アルバムは、オリコンにて初登場2位を獲得し「アルクアラウンド」と『kikUUiki』で獲得した、自身最高記録の3位を上回った。
- Appleが主催する「iTunes Rewind 2011」ベストミュージック部門・ベストアルバムを受賞している。

## 収録曲
全作詞・作曲：山口一郎／全編曲：サカナクション（特記以外）
1. RL [0:42]
作曲：サカナクション
曲中に入っているキーボードの音は、実際に収録曲のタイトルを収録順にタイピングしたものである。
2. アイデンティティ [4:10]
3rdシングル
前作『kikUUiki』に収録予定であったが、ビクターの社長から「取っておこう」という助言を受けたことで、このアルバムに収録された。
3. モノクロトウキョー [3:58]
「years」の歌詞を書き終えた山口が、深夜2時から3時頃に下北沢の餃子の王将でディレクターと話したあと、散歩しながら帰った時の景色を書いた曲[5]。
4. ルーキー(5:21)
4thシングル
この楽曲のAメロは、制作時、キーボードの岡崎英美がループポイントを誤って設定したのがそのまま採用された。
5. アンタレスと針 [4:02]
6. 仮面の街 [3:35]
7. 流線 [6:05]
8. エンドレス [3:47]
本アルバムのリードナンバー。構想に約8ヶ月を費やし、完成した。制作の模様は、初回盤Aに収録されているDVDに収められている。
9. DocumentaRy [4:08]
作曲：サカナクション
10. 『バッハの旋律を夜に聴いたせいです。』[4:00]
5thシングル
11. years [4:23]
5thシングルのカップリング曲。カップリング曲がアルバムに収録されたのはこれが初めてである。
12. ドキュメント [4:49]
アレンジ・歌詞共に1日で完成させるというコンセプトの下、制作された。初回盤Aに収録されているDVDには、プリプロダクション時のスタジオライブ映像が収められている。
ミュージックビデオ集『SAKANARCHIVE 2007-2011』にミュージックビデオが収録されている。監督は山口保幸。
13. ホーリーダンス Like a live Mix（初回盤のみ収録）[5:14]

## DVD『DocumentaLy Documentary』
| #         | タイトル                                                   | 作詞      | 作曲・編曲 | 監督        | 時間  |
| --------- | ---------------------------------------------------------- | --------- | ---------- | ----------- | ----- |
| 1.        | 「エンドレス」(aLIVE RECORDING STUDIO、自宅、ビクター本社) |           |            | Jun Iwasaki | 21:46 |
| 合計時間: | 合計時間:                                                  | 合計時間: | 21:46      |             |       |

| #         | タイトル                                | 作詞      | 作曲・編曲 | 監督        | 時間 |
| --------- | --------------------------------------- | --------- | ---------- | ----------- | ---- |
| 1.        | 「ドキュメント」(2011_8_20 Studio Live) |           |            | Jun Iwasaki | 5:26 |
| 合計時間: | 合計時間:                               | 合計時間: | 5:26       |             |      |

### バンドの公式サイト
- サカナクション 公式サイト
- サカナクション ビクターエンタテインメント公式ページ

### 歌詞掲載サイト
- サカナクション - 歌ネット
  - アイデンティティ - 歌ネット
  - モノクロトウキョー - 歌ネット
  - ルーキー - 歌ネット
  - アンタレスと針 - 歌ネット
  - 仮面の街 - 歌ネット
  - 流線 - 歌ネット
  - エンドレス - 歌ネット
  - 『バッハの旋律を夜に聴いたせいです。』 - 歌ネット
  - years - 歌ネット
  - ドキュメント - 歌ネット

### インタビュー記事
- BARKSによるインタビュー
- ナタリーによるインタビュー
- 読売新聞によるインタビュー
- アスキーによるインタビュー
- RO69によるインタビュー